# 施洛斯菲帕赫
施洛斯菲帕赫是德国图林根州的一个市镇。总面积20.92平方公里，总人口1377人，其中男性683人，女性694人（2011年12月31日），人口密度66人/平方公里。